# 國際影業
國際影業有限公司（Animation International Ltd.，簡稱AI）為香港企業，成立於1979年，業務包括動漫電影發行、出版、商品授權及音樂等。香港總部位於北角馬寶道華匯中心，2012年11月再遷往銅鑼灣駱克道新時代中心，在亞洲的東京、台北、上海、曼谷、耶加達、馬尼拉、胡志明市、孟買、吉隆坡、杜拜及伊斯坦堡設有辦事處。

## 版權代理
國際影業擁有以下動漫形象的部分亞洲地區代理版權：
1. 多啦A夢
2. 蠟筆小新
3. 數碼暴龍系列
4. 龍珠
5. 聰明的一休
6. 超級小黑咪
7. 足球小將
8. 麵包超人
9. 企鵝小方方
10. 綠茶犬
11. 熊貓萬能俠
12. POSTPET
13. 哈姆太郎
14. 洛克人
15. 貯金大冒險
16. 甲蟲王者
17. 貝克拉
18. 音樂小彗星
19. 魔豆傳奇
20. 戰鬥彈珠人
21. 森林家族
22. 亂馬½
23. 捍衛者
24. 恐龍王
25. 忍者小靈精
26. 大偵探福爾摩斯
27. 幪面超人系列
28. 超級戰隊系列
29. 機甲小寶
30. 小露寶
31. 村松誠
32. 四驅兄弟
33. 熊本熊
34. 海獺波樂
35. 衝鋒戰士
36. 超電磁機器人 孔巴德拉V
37. 龍王傳說
38. Thunderbunny
39. PaRappa the Rapper
40. 永久少年
41. 變形火車俠
42. 花鈴的魔法戒
43. 극장판 헬로 카봇: 백악기 시대

僅播放權
已到期：
1. 雷頓不可思議偵探社～卡特莉的解謎事件簿～
2. 來自深淵（第一季）
3. 七大罪（第一季）
4. 小孩子的玩具 （2003年版權到期）[1][註 1]
5. 小紅帽恰恰
6. 守护天使莉莉佳
7. 百變小姬子
8. 鐵拳小子
9. 《鉄拳チンミ（日语：鉄拳チンミ）》
10. 鬥球兒彈平
11. 失落的宇宙
12. 棉花糖樂園
13. 浮游泉大冒险
14. NG骑士柠檬汽水&40
15. BB与我
16. 天才寶貝
17. 小貓丹丹
18. 罗宾汉大冒险
19. 奇迹女孩
20. 网路安琪儿
21. 白雪公主傳說（日语：白雪姫の伝説）（1994年）
22. 伊索世界
23. 巧克力問題（日语：トラブルチョコレート）巧克力問題（麻煩巧克力）
24. 新世紀福音戰士(1995版)
25. CLAMP學園偵探團
26. 怪物农场（日语：モンスターファーム (アニメ)）

## 爭議
國際影業曾以商業手段壓制其他人使用該公司的版權物，以香港多啦A夢迷網站版權爭議事件為人熟悉。

## 備註
1. ↑   (PDF).   [2025-04-06]. （原始内容 (PDF)存档于2003-03-23）.

## 外部連結
- 國際影業新官網 （页面存档备份，存于）
- 國際影業舊官網 （页面存档备份，存于）
- 國際影業的Facebook專頁